# Duplo Céu
Duplo Céu é um distrito do município brasileiro de Palestina, que integra a Região Metropolitana de São José do Rio Preto, no interior do estado de São Paulo.

## História

### Formação administrativa
- O distrito de Duplo Céu foi criado pelo Decreto-Lei n° 14.334 de 30/11/1944, com sede no povoado de mesmo nome mais terras do distrito sede de Palestina[3].
- Pela Lei n° 5.285 de 18/02/1959 foi incorporado parte do território do extinto distrito de Boturuna[4].

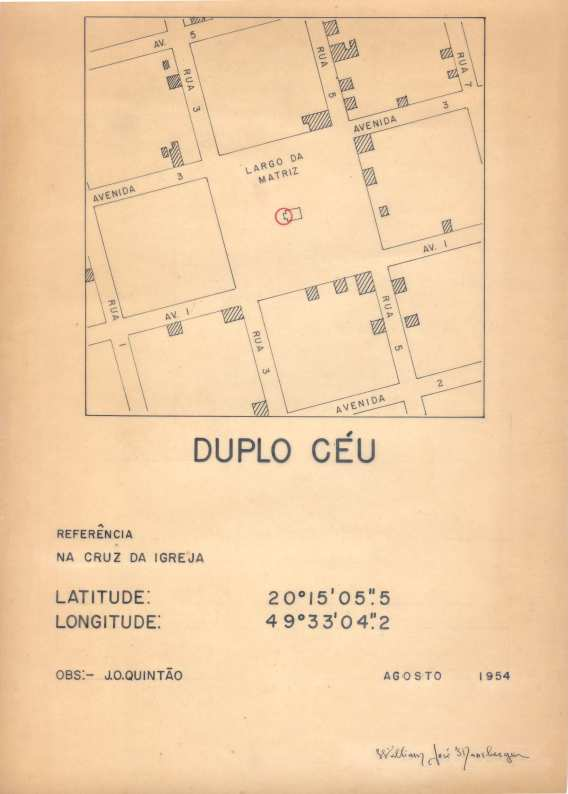
Croqui da área urbana original.

## Geografia

### Área urbana
A sede do distrito é a vila de Duplo Céu, com um total de 383 domicílios (IBGE 2022).

### Demografia

#### População urbana
| Crescimento população urbana | Crescimento população urbana | Crescimento população urbana | Crescimento população urbana |
| Censo                        | Pop.                         |                              | %±                           |
| ---------------------------- | ---------------------------- | ---------------------------- | ---------------------------- |
| 1950                         | 320                          |                              | —                            |
| 1960                         | 353                          |                              | 10,3%                        |
| 1970                         | 412                          |                              | 16,7%                        |
| 1980                         | 415                          |                              | 0,7%                         |
| 1991                         | 580                          |                              | 39,8%                        |
| 2000                         | 557                          |                              | −4,0%                        |
| 2010                         | 846                          |                              | 51,9%                        |
| 2022                         | 681                          |                              | −19,5%                       |
| Fonte: IBGE e Fundação SEADE |                              |                              |                              |

#### População total
Pelo Censo 2022 (IBGE) a população total do distrito era de 1 037 habitantes.

### Área territorial
A área territorial do distrito é de 250,097 km² (IBGE 2022).

### Rodovias
O principal acesso ao distrito é a Rodovia Luiz Delbem (SP-423), sendo que o distrito localiza-se a 25 quilômetros de distância da sede do município.

### Hidrografia
- Rio Turvo

## Serviços públicos

### Registro civil
Atualmente é feito na sede do município, pois o Cartório de Registro Civil das Pessoas Naturais do distrito foi extinto pelo  Tribunal de Justiça do Estado de São Paulo, e seu acervo foi recolhido ao cartório do distrito sede.

### Saneamento
O serviço de abastecimento de água é feito pela Empresa de Saneamento de Palestina (ESAP), controlada pela Iguá Saneamento e Aviva Ambiental. O distrito possui uma estação de tratamento de esgoto, a ETE Duplo Céu.

### Energia
A responsável pelo abastecimento de energia elétrica é a CPFL Paulista, distribuidora do grupo CPFL Energia.

## Atividades econômicas

### Usina de açúcar e álcool
No distrito está instalada a Unidade Palestina da Colombo Agroindústria. Esta unidade produz etanol anidro e hidratado, e também energia.

## Atrações turísticas

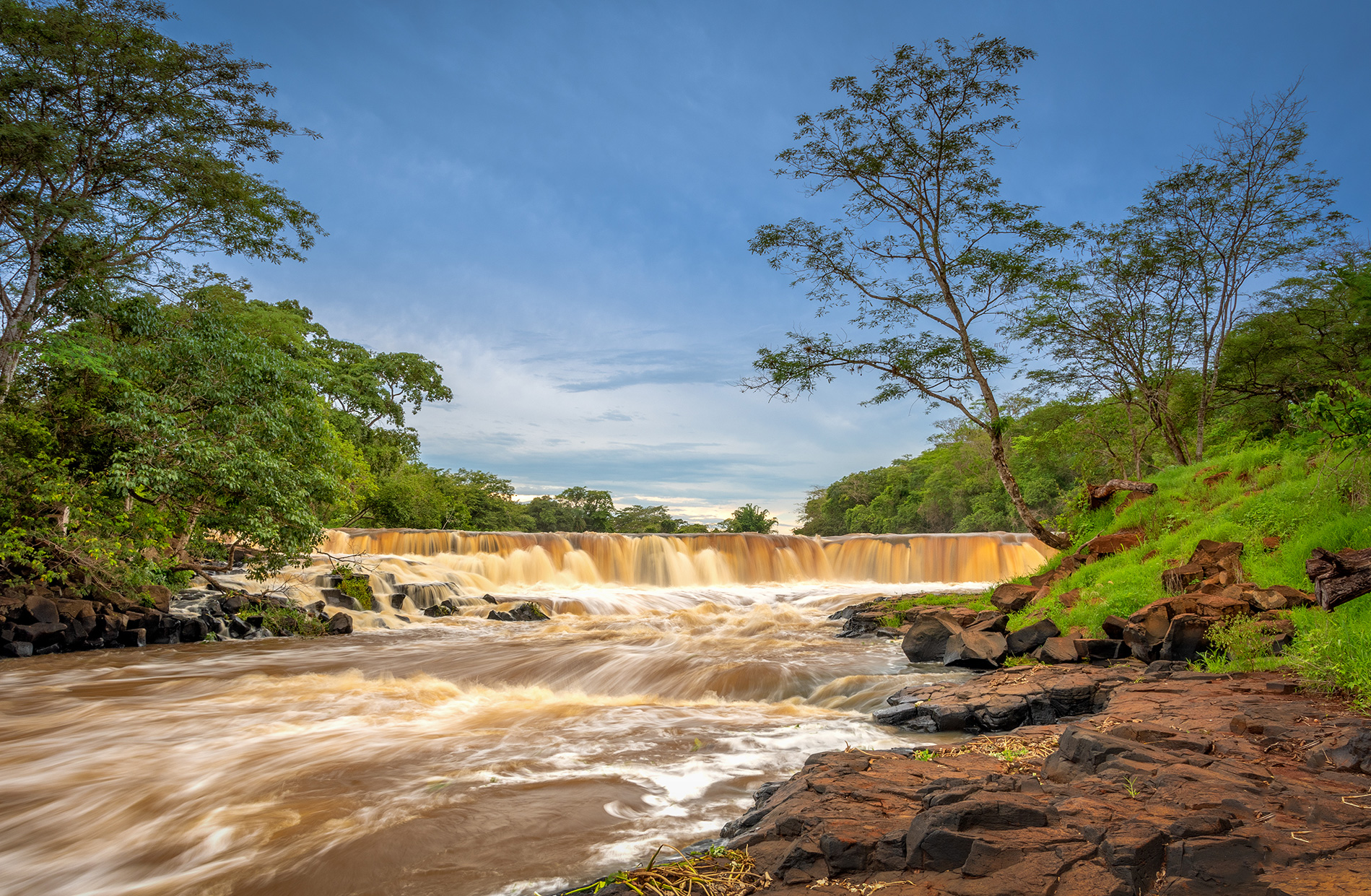
Cachoeira do Talhadão.

### Cachoeira do Talhadão
Formada pelas águas do Rio Turvo, a Cachoeira do Talhadão tornou-se referência como ponto turístico, inclusive está em processo de tombamento como Patrimônio Histórico, Arqueológico, Artístico, Cultural e Turístico.
A queda d´água tem uma correnteza forte e águas turvas, e é berçário de várias espécies de peixes. Há locais propícios para banho, esportes náuticos e observação de pássaros na mata ciliar às margens do rio, além de uma ponte para pedestres e trilha para caminhadas e ciclistas.

## Religião
O Cristianismo se faz presente no distrito da seguinte forma:

### Igreja Católica
- A igreja faz parte da Diocese de São José do Rio Preto[25].

### Igrejas Evangélicas
- Assembleia de Deus - O distrito possui uma congregação da Assembleia de Deus Ministério do Belém, vinculada ao Campo de Ipaussu.[26]
- Congregação Cristã no Brasil[27].